# Hanane Ouhaddou

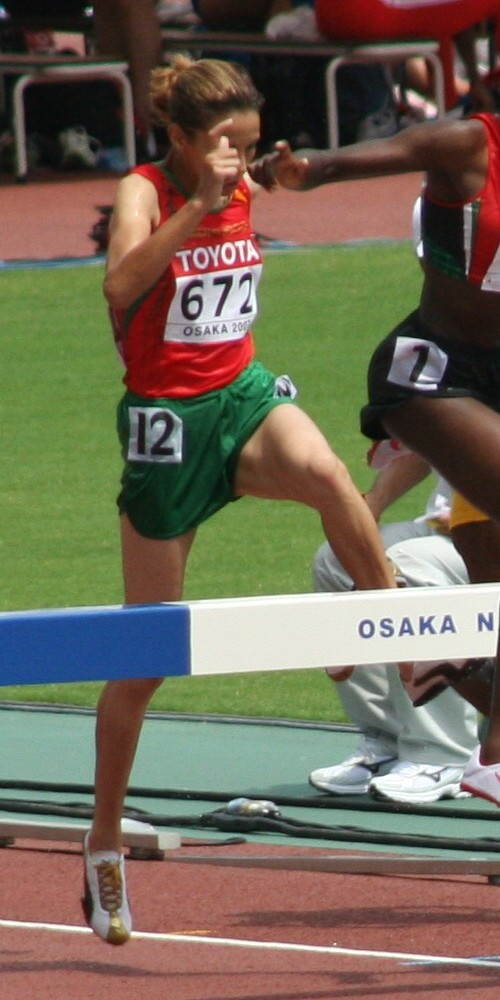
Hanane Ouhaddou bei den Weltmeisterschaften 2007

Hanane Ouhaddou (arabisch حنان أوحدو‎; * 1982) ist eine marokkanische Hindernisläuferin.
2006 wurde sie über 3000 m Hindernis Fünfte bei den Leichtathletik-Afrikameisterschaften in Bambous. Im Jahr darauf kam sie bei den Crosslauf-Weltmeisterschaften in Mombasa auf den 33. Platz und gewann mit der marokkanischen Mannschaft Silber. Im Sommer wurde sie über 3000 m Hindernis Neunte bei den Leichtathletik-Weltmeisterschaften in Osaka.
Bei den Olympischen Spielen 2008 in Peking schied sie über 3000 m Hindernis im Vorlauf aus. 2009 gewann sie Gold über 5000 m bei den Mittelmeerspielen in Pescara. Einem weiteren Vorrundenaus über 3000 m Hindernis bei den Weltmeisterschaften in Berlin folgte der Gewinn der Silbermedaille bei den Spielen der Frankophonie über 3000 m Hindernis und über 5000 m.

## Persönliche Bestzeiten
- 1500 m: 4:08,01 min, 23. Mai 2009, Rabat
- 3000 m: 9:04,24 min, 19. April 2006, Benidorm
  - Halle: 8:54,51 min, 22. Februar 2008, Paris
- 5000 m: 5:12,75 min, 1. Juli 2009, Pescara
- 3000 m Hindernis: 9:22,12 min, 18. Juli 2009, Heusden-Zolder